# 木樨地駅
木樨地駅（もくせいち-えき）は、中華人民共和国北京市海淀区に位置する北京地下鉄1号線の駅。

## 駅構造

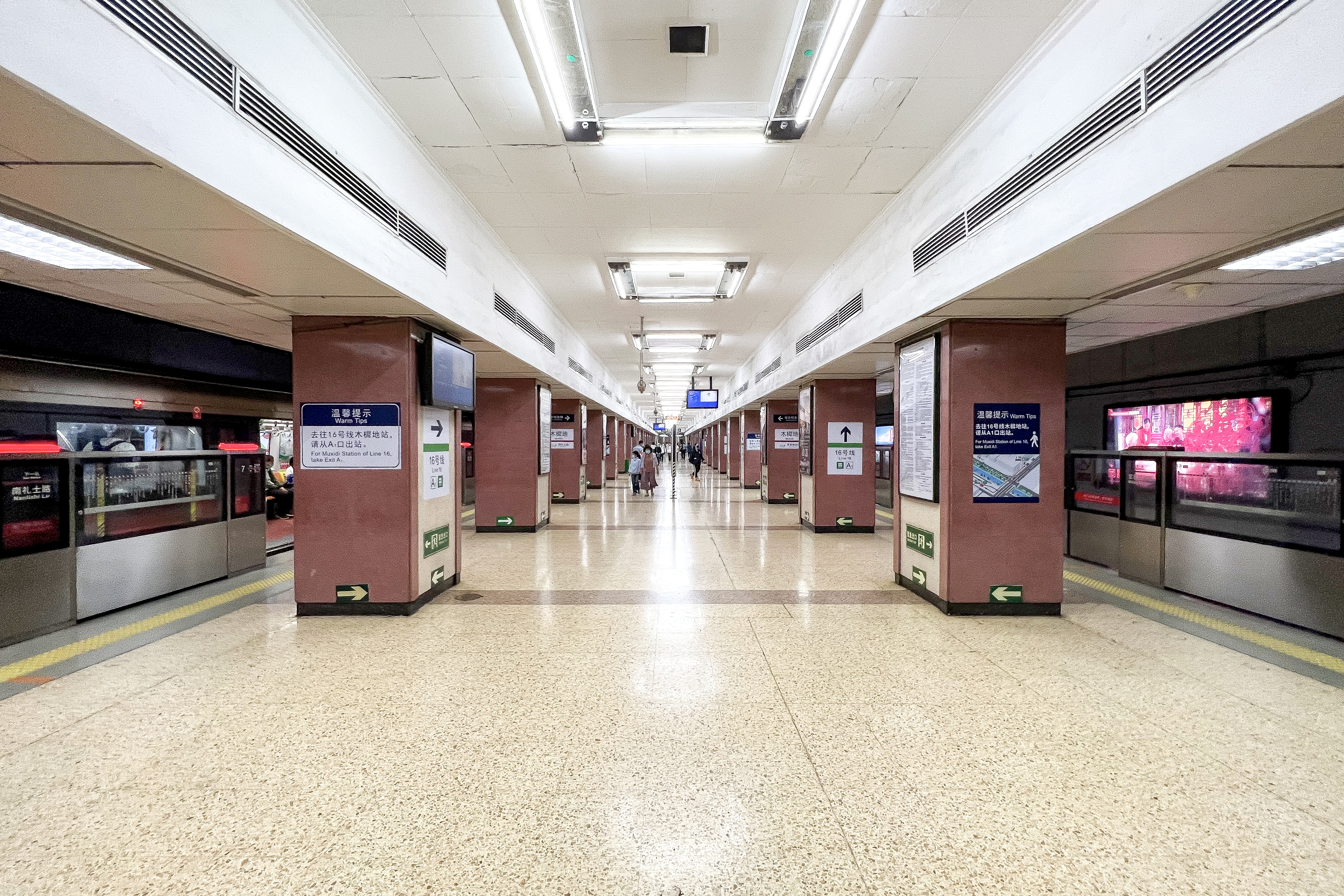
1号線ホーム
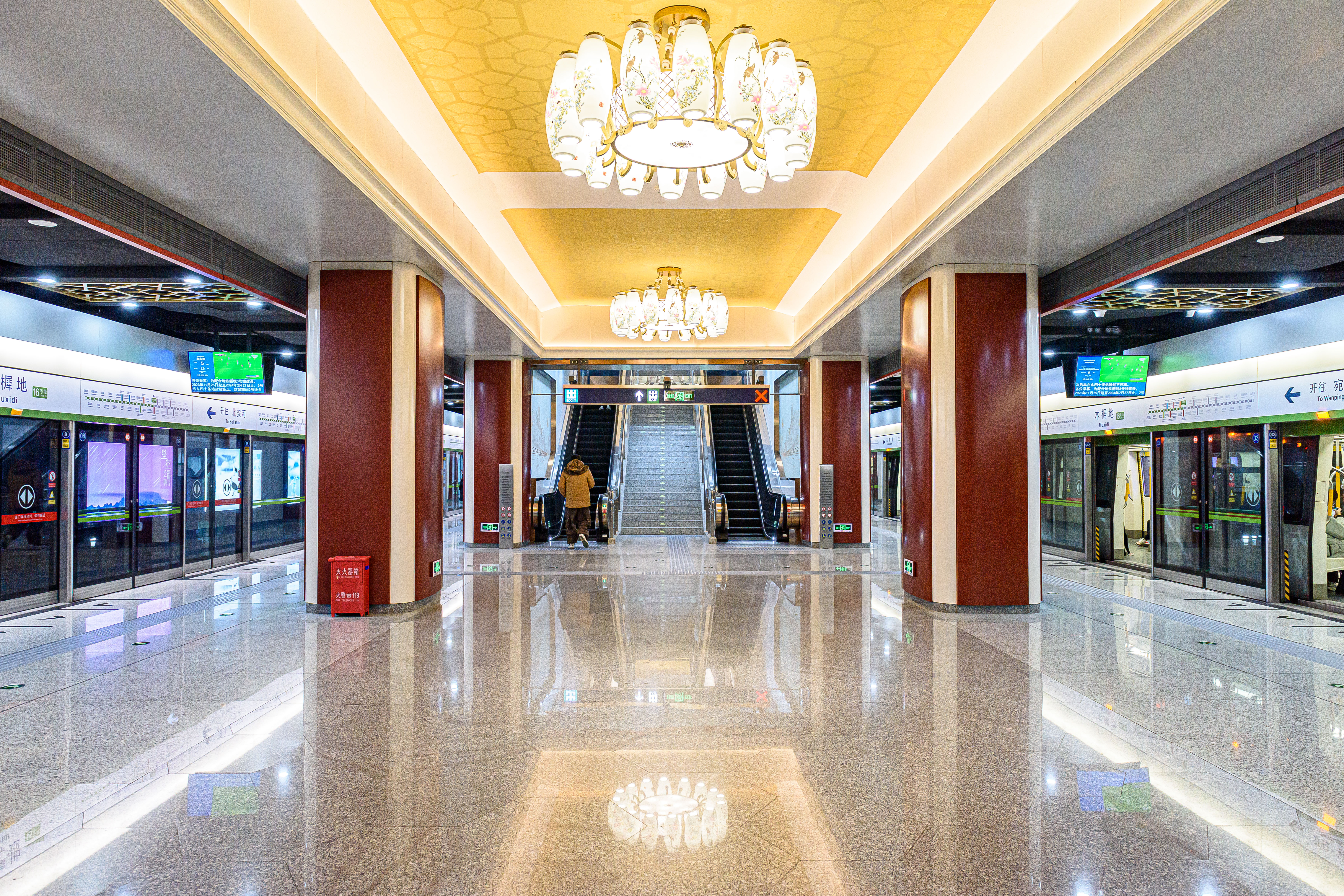
16号線ホーム

## 駅周辺
- 中華人民共和国国家統計局
- 北京鉄路局
- 中国科学院
- 中華人民共和国財政部
- 釣魚台国賓館
- 首都博物館

## 歴史
- 1969年10月1日 - 1号線開業。ただし、乗車できるのは公務員のみだった。
- 1977年 - 一般市民に開放。
- 1980年 - 外国人も使用可能になった。
- 2022年12月31日 - 16号線が開業。

## 隣の駅
北京地下鉄
■1号線
軍事博物館駅 - 木樨地駅 - 南礼士路駅
■16号線
玉淵潭東門駅 - 木樨地駅 - 達官営駅
座標: 北緯39度54分22秒 東経116度19分53秒 / 北緯39.90612度 東経116.33147度